# Büngernsche und Dingdener Heide (BOR)
Koordinaten: 51° 46′ 44″ N, 6° 40′ 24″ O

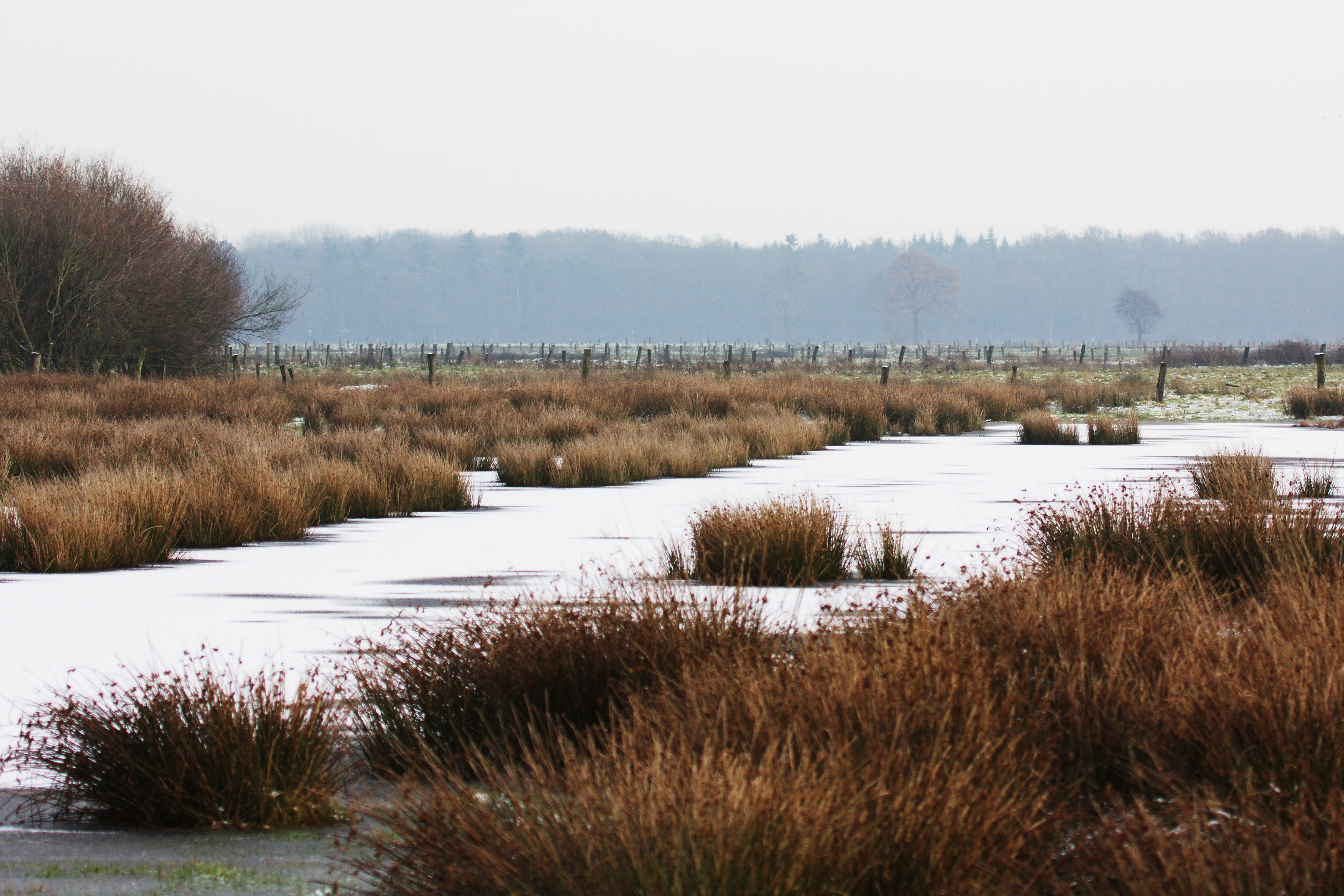
Naturschutzgebiet Büngernsche und Dingdener Heide (November 2010)

Das Naturschutzgebiet Büngernsche und Dingdener Heide (BOR) liegt auf dem Gebiet der Stadt Rhede im Kreis Borken in Nordrhein-Westfalen.
Das Gebiet erstreckt sich südlich der Kernstadt Rhede und östlich von Dingden, einem Ortsteil der Stadt Hamminkeln im Kreis Wesel. Nördlich des Gebietes verläuft die B 67 und westlich die B 473. Nördlich erstreckt sich das 17,5 ha große Naturschutzgebiet Auewald am Essingholtbach und südöstlich – im Kreis Wesel – das 157 ha große Naturschutzgebiet Im Venn.

## Bedeutung
Für Rhede ist seit 1983 ein rund 156,0 ha großes Gebiet unter der Kenn-Nummer BOR-040R1 als Naturschutzgebiet ausgewiesen.